# Nový Šaldorf-Sedlešovice
Nový Šaldorf-Sedlešovice (deutsch Neuschallersdorf-Edelspitz) ist eine Gemeinde im Okres Znojmo (Bezirk Znaim), Jihomoravský kraj (Region Südmähren) in der Tschechischen Republik. Der Ort liegt südlich von Znojmo am Fluss Thaya (Dyje).

## Geographie

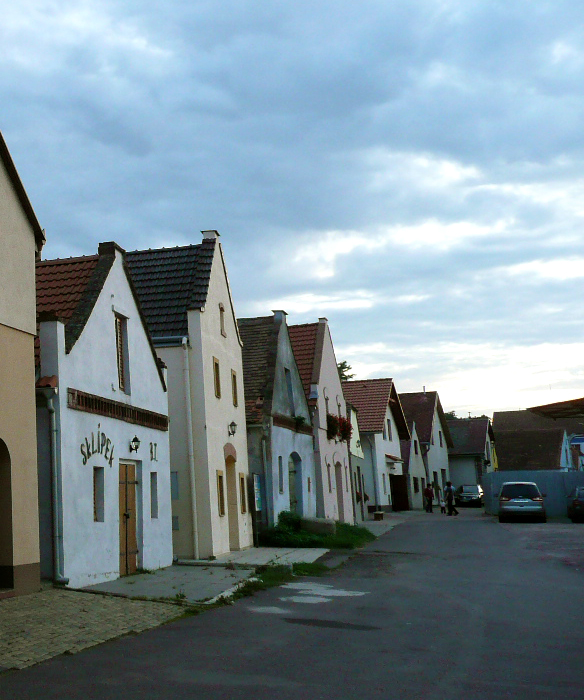
Straße in Nový Šaldorf, Weinhäuser

Nachbarorte sind Znojmo (Znaim) im Norden, Konice (Deutsch Konitz) im Westen und Načeratice (Naschetitz) im Osten. Der Ort selbst war als ein Breitstraßendorf angelegt.

## Geschichte
In frühgeschichtlicher Zeit durchschneidet der sog. „Rittsteig“ (ahd. ritto = Fieber), auch „Bräunersteig“ (Halsbräune = Diphtherie) oder „Fiebersteig“ das Ortsgebiet. Dieser führte wegen der Ansteckungsgefahr am Ort vorbei. Die Anlage des Ortes sowie die bairisch-österreichische Ui-Mundart mit ihren speziellen Bairischen Kennwörtern, welche bis 1945 gesprochen wurde, weisen auf eine Besiedlung durch bayrische deutsche Stämme hin, wie sie um 1050, aber vor allem im 12/13. Jahrhundert erfolgte. Sie kolonisierten das Land, brachten Ackergeräte aus Eisen mit und setzten neue landwirtschaftliche Anbaumethoden wie die ertragreiche Dreifelderwirtschaft ein.
Neuschallersdorf war ein Ortsteil von Altschallersdorf und wurde um das Jahr 1580 von der Herrschaft Znaim gegründet. Die Bezeichnung "New Schallersdorf" wurde erstmals im Jahre 1672 verwendet und ab dem Jahre 1720 ist der Name "Neueigen" bzw. "Neu-Aigen" mehrmals beurkundet. In den Jahren 1679/80 wütete die Pest in der Ortschaft. Im Jahre 1799 zerstört ein Hochwasser fast den gesamten Ort und so wurde dieser bei der Reichsstraße wieder aufgebaut. Während der Franzosenkriege besetzten die Franzosen zweimal (1805 und 1809) den Ort. Durch einen Brand im Jahre 1834 wurde fast das gesamte Dorf in Schutt und Asche gelegt. In den Jahren 1930/33 wird die Retzer Straße gebaut. Zuerst wollte man den frühzeitlichen Rittsteig ausbauen, doch man entschied sich, die Straße über Gnadlersdorf, Kaidling und Neu-Schallersdorf zu bauen.
Im Jahre 1848 wurden Altschallersdorf und Neuschallersdorf zur Gemeinde "Alt- und Neuschallersdorf". Diese Zusammenlegung war künstlich hergeführt und wurde von keinen der beiden Gemeinden gewünscht. Infolgedessen kam es in den nächsten Jahren zu vielen Streitereien, Prozessen und politischen Diskussionen. Da beide Orte fast gleich groß waren, wollte sich kein Ort dem anderen unterordnen. So kam es in den nächsten Jahren zu mehreren Ansuchen an die Bezirkshauptmannschaft in Znaim, die die Trennung der Gemeinde verlangten. Im Jahre 1874 wurde Neuschallersdorf eine selbstständige Gemeinde. Die Trennung der beiden Ortschaften hatte sich behördlich so verzögert, dass der gesamte Vorgang 10 Jahre dauerte. Die Geschichte der Trennung ist von Josef Rotter im "Gedenkbuch der Gemeinde Neuschallersdorf" beschrieben.
Bis 1945 lebte die Ortsbevölkerung größtenteils von der Landwirtschaft. Im Ort gab es 64 landwirtschaftliche Betriebe und einige Handwerksbetriebe.
Nach dem Ersten Weltkrieg kam der zuvor zu Österreich-Ungarn gehörende Ort, der 1910 fast ausschließlich von Deutschmährern bewohnt wurde, durch den Vertrag von Saint-Germain zur Tschechoslowakei. Maßnahmen folgten wie die Bodenreform und die Sprachenverordnung, wodurch es durch Siedler und neu besetzte Beamtenposten zu einem vermehrten Zuzug von Personen tschechischer Nationalität kam. Zwischen 1938 und 1945 gehörte der Ort Neuschallersdorf infolge des Münchner Abkommens zum Reichsgau Niederdonau. Die Elektrifizierung des Ortes erfolgte im Jahre 1931 und der Neubau der Dorfstraße im Jahre 1935.
Nach dem Ende des Zweiten Weltkrieges am 8. Mai 1945, welcher in Neuschallersdorf 33 Opfer forderte, kam die Gemeinde wieder zur Tschechoslowakei zurück. Bei antideutschen Maßnahmen durch nationale Milizen kam es zu einem Ziviltoten. Das Beneš-Dekret 115/1946 schützte vor einer juristischen Aufarbeitung der Geschehen. Bis auf zwölf Personen flohen alle vor den einsetzenden Nachkriegsexzessen oder wurden über die Grenze nach Österreich vertrieben. Zwei Personen verblieben in Neuschallersdorf und zwei in Edelspitz. Die restlichen Ortsbewohner wurden mit dem Vertreibungstransporten 1946 über Znaim nach Deutschland zwangsausgesiedelt.
In Übereinstimmung mit den ursprünglichen Transfermodalitäten des Potsdamer Kommuniques verlangte im Jänner 1946 die Rote Armee den Abschub aller Volksdeutschen aus Österreich nach Deutschland. Trotzdem konnten 141 Personen in Österreich verbleiben, alle anderen wurden nach Deutschland weiter transferiert. Je eine Person wanderte nach Frankreich und Schweden, drei nach Kanada und sechs nach den USA aus.
Matriken werden seit 1580 geführt. Onlinesuche über das Landesarchiv Brünn.

## Gemeindegliederung
Die Gemeinde Nový Šaldorf-Sedlešovice besteht aus den Ortsteilen Nový Šaldorf (Neuschallersdorf) und Sedlešovice (Edelspitz).

## Wappen und Siegel
Im Jahre 1874 erhielt der Ort ein eigenes Gemeindesiegel. Es zeigt in einem Siegelrund eine Weintraube und ein Winzermesser. Später verwendete der Ort einen bildlosen Gemeindestempel.

## Bevölkerungsentwicklung
| Volkszählung | Einwohner gesamt | Volkszugehörigkeit der Einwohner | Volkszugehörigkeit der Einwohner | Volkszugehörigkeit der Einwohner |
| Jahr         | Einwohner gesamt | Deutsche                         | Tschechen                        | Andere                           |
| ------------ | ---------------- | -------------------------------- | -------------------------------- | -------------------------------- |
| 1880         | 655              | 645                              | 10                               | 0                                |
| 1890         | 660              | 655                              | 5                                | 0                                |
| 1900         | 711              | 709                              | 1                                | 1                                |
| 1910         | 723              | 721                              | 0                                | 2                                |
| 1921         | 665              | 636                              | 24                               | 5                                |
| 1930         | 601              | 571                              | 20                               | 10                               |

## Sehenswürdigkeiten
- Kapelle des hl. Johannes (Neubau 1920) mit Gedenktafel der Gefallenen des Ersten Weltkrieges
- „G’spitzte Marter“ (1637)
- Marterl an der Trift, nach Pestepidemie 1679/80

## Brauchtum
Reiches Brauchtum bestimmte den Jahresablauf der 1945/46 vertriebenen, deutschen Ortsbewohner:
- Traditionsgemäß wurde der Kirtag immer an einem Sonntag Ende August oder Anfang September abgehalten.
- Jährlich gab es zwei Wallfahrten, eine nach Maria-Dreieichen und eine weitere nach Mariazell.

## Persönlichkeiten
- Anton Hübner (1793–1869), österreichischer Verwaltungsbeamter und Politiker